# A Woman's Revenge
A Woman's Revenge è un cortometraggio muto del 1915 diretto da Langdon West.

## Produzione
Il film fu prodotto dall'Edison Company.

## Distribuzione
Distribuito dalla General Film Company, il film- un cortometraggio in due bobine - uscì nelle sale cinematografiche USA il 16 aprile 1915.